# Cuartel General del Ejército del Aire y del Espacio
El Cuartel General del Ejército del Aire y del Espacio (conocido anteriormente como Ministerio del Aire por ser la sede de este antiguo departamento ministerial) es un edificio de la ciudad española de Madrid, ubicado en el barrio de Argüelles (distrito Moncloa-Aravaca). Fue a mediados del siglo XX, entre el periodo comprendido entre 1939 y 1977, cuando ocupó un departamento ministerial encargado de la aviación civil y militar en España. En la actualidad es un cuartel del Ejército del Aire y del Espacio, desde su desaparición como ministerio. Se trata de un edificio de estilo neoherreriano, obra del arquitecto Luis Gutiérrez Soto.

## Historia

### Historia de la zona
El área cercana que ocupa este edificio ha ido poco a poco poblándose desde finales del siglo XIX. En 1854 se menciona en el área de la existencia del Cuartel Norte de la Villa y Corte. La expansión urbana que sufre Madrid debido al ensanche que se realiza a través del eje de la Gran Vía de Madrid (véase: Historia de la Gran Vía) llegando al Barrio de Pozas (denominada en aquella época de bulevares y en la actualidad Princesa) permite que esta zona vaya poco a poco tomando interés para los madrileños de inicios del siglo XX. La construcción del Edificio en Moncloa tiene una cierta significación por el momento en que se hace, al final de la Guerra Civil y aprovechando los descampados de una batalla prolongada durante casi dos años y medio.
A comienzos del siglo XX el área que ocupará el edificio está ocupada en parte por la Cárcel Modelo. En el año 1906 se inauguran unos jardines en la zona que ocupa la plaza de la Moncloa, y alcanza hasta la demarcación de la Cárcel Modelo. Las edificaciones cercanas al espacio de la Moncloa van sucediéndose poco a poco. Se construye el Cuartel del Infante Don Juan junto a la Cárcel. Tras el golpe de Estado de julio de 1936, Madrid queda en la zona leal a la república y pronto se convierte en un objetivo militar de las fuerzas rebeldes. Su avance a la capital hace que se desarrolle la batalla de la Ciudad Universitaria. Esta confrontación bélica en plena Moncloa, hace que comience la defensa de Madrid estando su línea del frente a escasos metros de la ubicación del actual edificio. Los proyectiles y el intenso bombardeo de la zona hacen que la Cárcel Modelo quede muy dañada. La zona de Arguelles quedó bastante afectada y desprovista de edificaciones debido al intenso bombardeo que se realizaba sobre Madrid desde las baterías emplazadas en el Cerro Garabitas (Casa de Campo).

### Construcción del Ministerio
Tras la Guerra Civil se decide restaurar la zona de Moncloa y se comienza un proyecto urbanístico de la zona. El área se denomina en aquellos años plaza de los caídos por Madrid. En 1939 por Ley de 8 de agosto de 1939 se define y regula el Ministerio del Aire, cuya organización y funciones quedaron delimitadas por Decreto de 1 de septiembre de 1939. Persistió hasta 1977 en que se suprimió con el R.D. 1558/77, del 4 de julio, cuando el presidente del gobierno Adolfo Suárez creó el Ministerio de Defensa que integró a los ministerios del Aire, Ejército y Marina, durante la Transición política, tras las primeras elecciones generales desde la Segunda República. Esta situación hace que se elija como lugar de edificación el "descampado" de Arguelles-Moncloa que era la zona tras la guerra civil. 

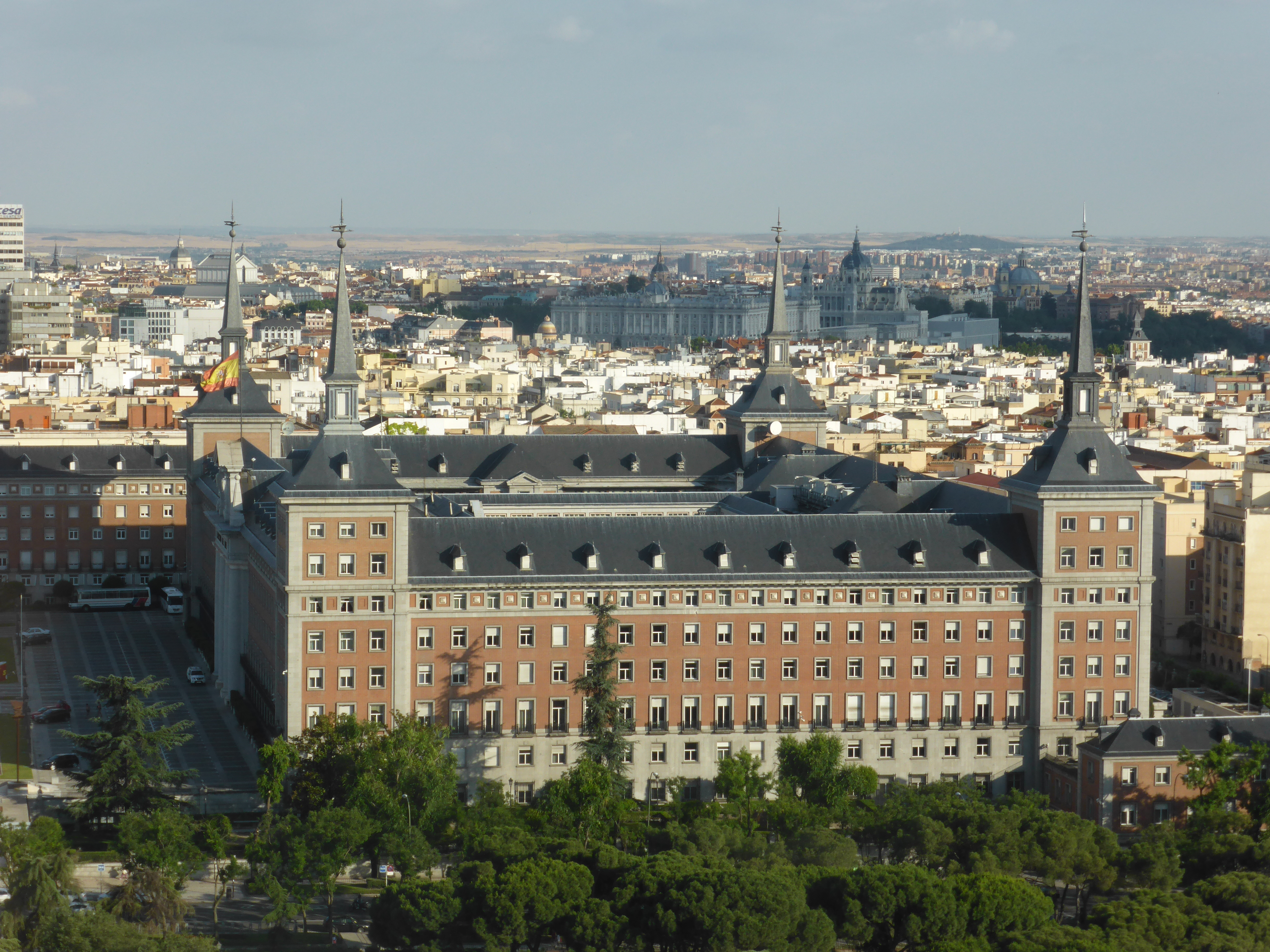
Vista lateral del cuartel desde el Faro de Moncloa.

Desde 1940 se buscaron diferentes emplazamientos para el futuro edificio, tras diversas opciones se elige el solar de Moncloa. Se adquieren los solares por Ayuntamiento de Madrid, siendo alcalde Alberto Alcocer y Ribacoba. El general Vigón (ministro franquista) encarga al arquitecto Luis Gutiérrez Soto la renovación de la zona y el diseño del nuevo edificio. En la zona se construyó el Arco de la Victoria, y se hizo diseño del edificio monumental de la los caídos por Madrid (en la actualidad es la sede de la Junta Municipal del Distrito de Moncloa - Aravaca). La zona era además una de las de mayor acceso a Madrid debido a la conexión que posee con la carretera de La Coruña. Los diseños de Soto incluían una plaza abierta, tal y como lo es en la actualidad con el objeto de poder observar el edificio. El arquitecto encargado del diseño Soto hizo varios viajes a Alemania y Norte de África con el objeto de poder encontrar inspiración en los postulados arquitectónicos de Albert Speer y Troost (periodo de 1949 y 1950). El proyecto fue valorado en unos noventa millones de pesetas, llegando a triplicarse al final. Llegó a alcanzar aproximadamente los 246 millones. La construcción se ejecutó por plantas, en lugar de por alas (como resulta más lógico). 

Distintivo de la Agrupación del Cuartel General del Ejército del Aire y del Espacio, ACGEA.

La inauguración oficial de la construcción con la colocación de la primera piedra se realiza el 10 de diciembre de 1943 (coincidiendo con la festividad de Nuestra Señora de Loreto), aunque las obras se habían iniciado en septiembre de ese año. Su parecido con el Monasterio de El Escorial hace que los madrileños de la época lo denominen jocosamente "Monasterio del Aire"." La dirección de las obras fue encomendada a Francisco López-Pedraza y Munera, sólo en las últimas fases de la construcción entró en sustitución de Francisco el coronel Pérez Cela. A pesar de lo precario de los presupuestos de restauración dedicados en la época, la obra tuvo siempre los materiales básicos requeridos por los constructores. 
Se construye el "Pórtico del Honor" a comienzos de 1953 cuando la obra se encuentra en un avanzado estadio de construcción. Soto menciona a menudo su obra como el "Alcázar del Aire". Aunque el edificio no fue completamente acabado hasta 1958, ya en 1954 estaba cumpliendo su misión. A causa de ser construido por plantas, la incorporación progresiva de las mismas desde otras dependencias ubicadas en Madrid, hizo que el edificio no tuviera una inauguración oficial.

## El edificio

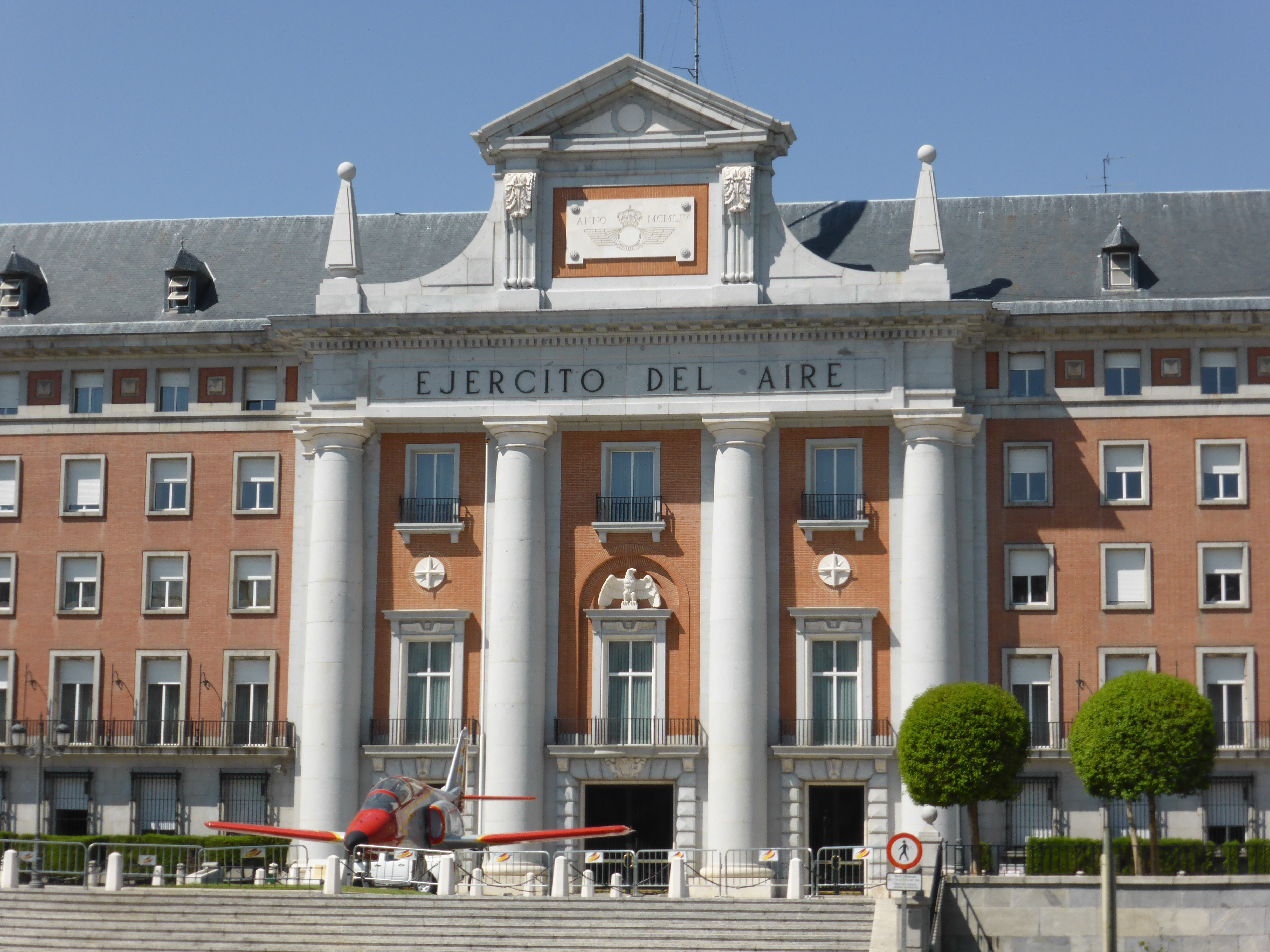
El Pórtico de Honor es la portada principal. Una lápida señala la fecha MCMLIV (1954).

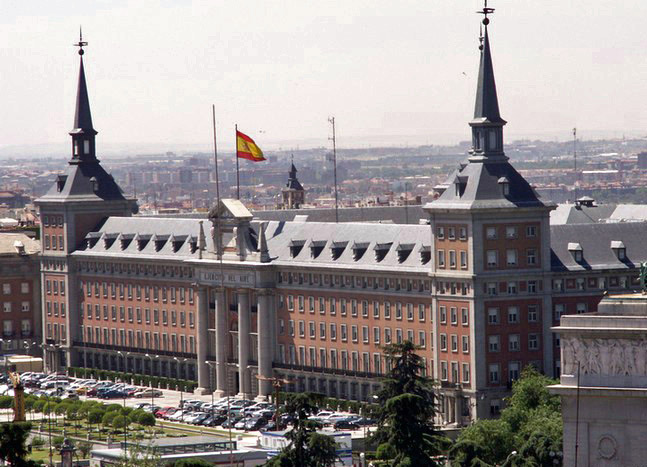
El edificio que fue sede del Ministerio del Aire en Madrid. En la actualidad es el Cuartel General del Ejército del Aire y del Espacio.

El edificio donde fue emplazado el Ministerio, se realizó en el solar de 23 447 m², lugar donde se encontraba la antigua Cárcel Modelo de Madrid en el barrio de Argüelles (distrito Moncloa-Aravaca). Posee 1225 ventanas y 253 balcones y cerca de 105 buhardillas. Además de la escalera de Honor posee cerca de diez escaleras en su interior. La fachada es de ladrillo visto y los recercados de piedra granítica y caliza de Colmenar. Los tejados son de pizarra, sobre losas de hormigón armado, pavimentos de terrazo y de mármol en la zona de Honor. El edificio muestra de forma regular una altura de seis pisos, excepto en las cuatro torres laterales que alcanza a ocho. El "Pórtico del Honor" está formado por cuatro elegantes medias columnas de granito de orden toscano. En el Pórtico se abren tres puertas.  
Su edificación fue adjudicada a la empresa Huarte y Compañía. Es de gran porte y está inspirado en los esquemas del monasterio de El Escorial y del Museo del Prado. Realizado en granito y ladrillo, sus cuatro esquinas están rematadas con altas torres cuadradas (de ocho pisos cada una) y chapiteles de pizarra típicamente madrileños. La lonja que forma plaza es propiedad del Ayuntamiento de Madrid.

### Interior
La planta rectangular del edificio deja en su interior una distribución regular de tres grandes patios interiores. El patio Central o también denominado de Honor (de una superficie de 37 x 35 m) donde van a parar los ventanales de los salones nobles del edificio, mientras que los otros dos (idénticos y de 52 x 30 m) cumplen meras plazas funcionales.